# Tappeto monumentale del coro della cattedrale di Notre-Dame a Parigi
Il tappeto monumentale del coro della cattedrale di Nostra Signora a Parigi (in francese: tapis monumental du chœur de Notre-Dame de Paris), anche conosciuto come tappeto del coro di Luigi Filippo (in francese: tapis de chœur Louis-Philippe), è un tappeto in lana di grandi dimensioni realizzato tra il 1825 e il 1833 per il coro della cattedrale di Nostra Signora a Parigi, e ad essa donato da Luigi Filippo di Francia nel 1841.

## Storia
Il floriere generale del Deposito di mobilio della Corona (in francese: Garde-Meuble de la Couronne), Armand Thierry, nel marzo 1825, propose di far realizzare per il coro della cattedrale di Parigi un tappeto monumentale da utilizzarsi nelle cerimonie cui fosse presente il re. Ambroise-Polycarpe de La Rochefoucauld, ministro della Real Casa, diede il proprio consenso il 16 aprile successivo e il progetto fu affidato a Jacques-Louis de La Hamayde de Saint-Ange, coadiuvato dal pittore Charles-Adrien Devertu, il quale si occupò del bozzetto.
Sotto il patrocinio di Carlo X di Francia, i lavori di tessitura iniziarono il 25 settembre 1825 presso la Manifattura della Savonnerie che, nello stesso anno, venne accorpata alla Manifattura dei Gobelins, presso i cui laboratori la realizzazione riprese il 15 gennaio 1826. Vennero utilizzati diversi telai ad alto liccio e il tappeto, come da progetto, venne tessuto in due fasi, ciascuna corrispondente ad ognuna delle due grandi parti separate che compongono il lavoro finito.

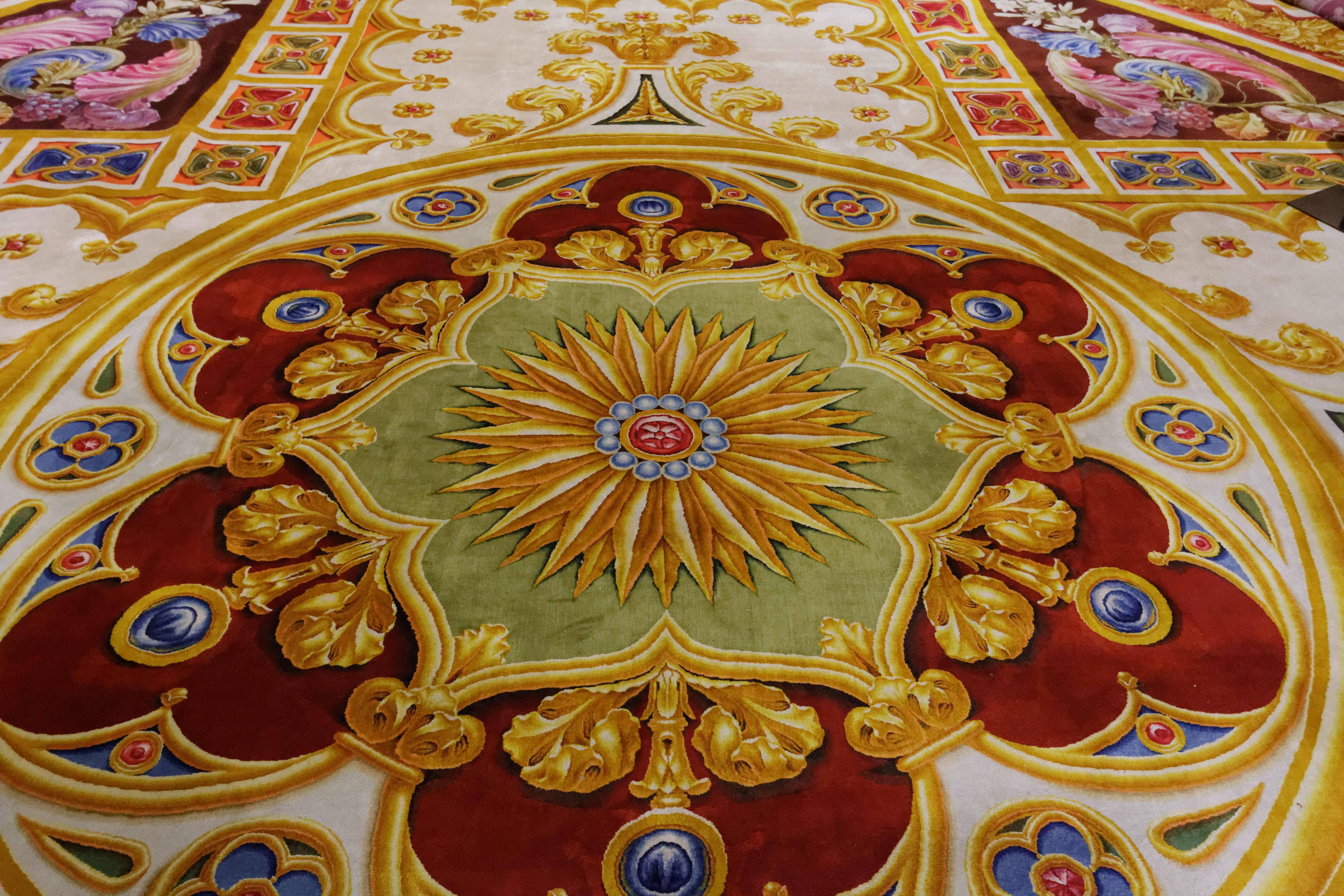
Il rosone centrale della parte superiore con la raggiera che sostituisce lo stemma della monarchia francese.

In seguito alla rivoluzione di luglio (1830), il tappeto subì alcune importanti modifiche: vennero eliminati, infatti, gli stemmi di Carlo X (nella parte inferiore) e della monarchia francese (nel grande rosone, al centro della parte superiore); questi vennero sostituiti da delle raggiere.
Il tappeto venne completato nel marzo 1833 e venne esposto per la prima volta nel maggio 1838 presso il palazzo del Louvre; il manufatto venne donato alla cattedrale di Parigi da Luigi Filippo di Francia nel 1841 in occasione del battesimo del nipote Luigi Filippo Alberto d'Orléans (2 maggio).
Nel 1843, su richiesta dell'arcivescovo di Parigi Denis-Auguste Affre, le due parti vennero unite in una sola; tuttavia, nel 1893, il capitolo della cattedrale decise di renderle nuovamente indipendenti per una maggiore praticità, essendo il tappeto utilizzato solo per le solennità della Pasqua di Risurrezione e dell'Assunzione di Maria ed essendo molto onerosa la sua manutenzione in occasione delle esposizioni; l'anno successivo fu necessario procedere ad una riparazione poiché, durante i restauri della cattedrale diretti da Eugène Viollet-le-Duc (1845-1864), il manufatto aveva subito importanti danni alle estremità.
Il tappeto è stato utilizzato in diverse importanti occasioni, come per il canto del Te Deum per il matrimonio tra Napoleone III ed Eugenia de Montijo (30 gennaio 1853), per la prima messa trasmessa in televisione dalla cattedrale (Natale 1948) e per la prima visita di papa Giovanni Paolo II (30 maggio 1980).
Nel gennaio 2014 il tappeto, dopo un intervento di restauro conservativo, è stato nuovamente esposto nella cattedrale, non nel coro, ma nella navata, insieme ad alcuni paramenti (pianete e piviali) donati da Carlo X, Luigi Filippo e Napoleone III. Un'analoga esposizione ha avuto luogo dal 3 al 14 gennaio 2017, sempre nella navata centrale della cattedrale. Durante le operazioni di spegnimento dell'incendio del 15 aprile 2019 il manufatto è rimasto danneggiato, seppur non irreparabilmente, dall'acqua utilizzata per spegnere il rogo; si è dunque reso necessario un nuovo restauro programmato a partire dalla fine del settembre successivo e preceduto da un'esposizione straordinaria del tappeto nei giorni 21 e 22 dello stesso mese presso i magazzini del Mobilier National, a Parigi.

## Descrizione

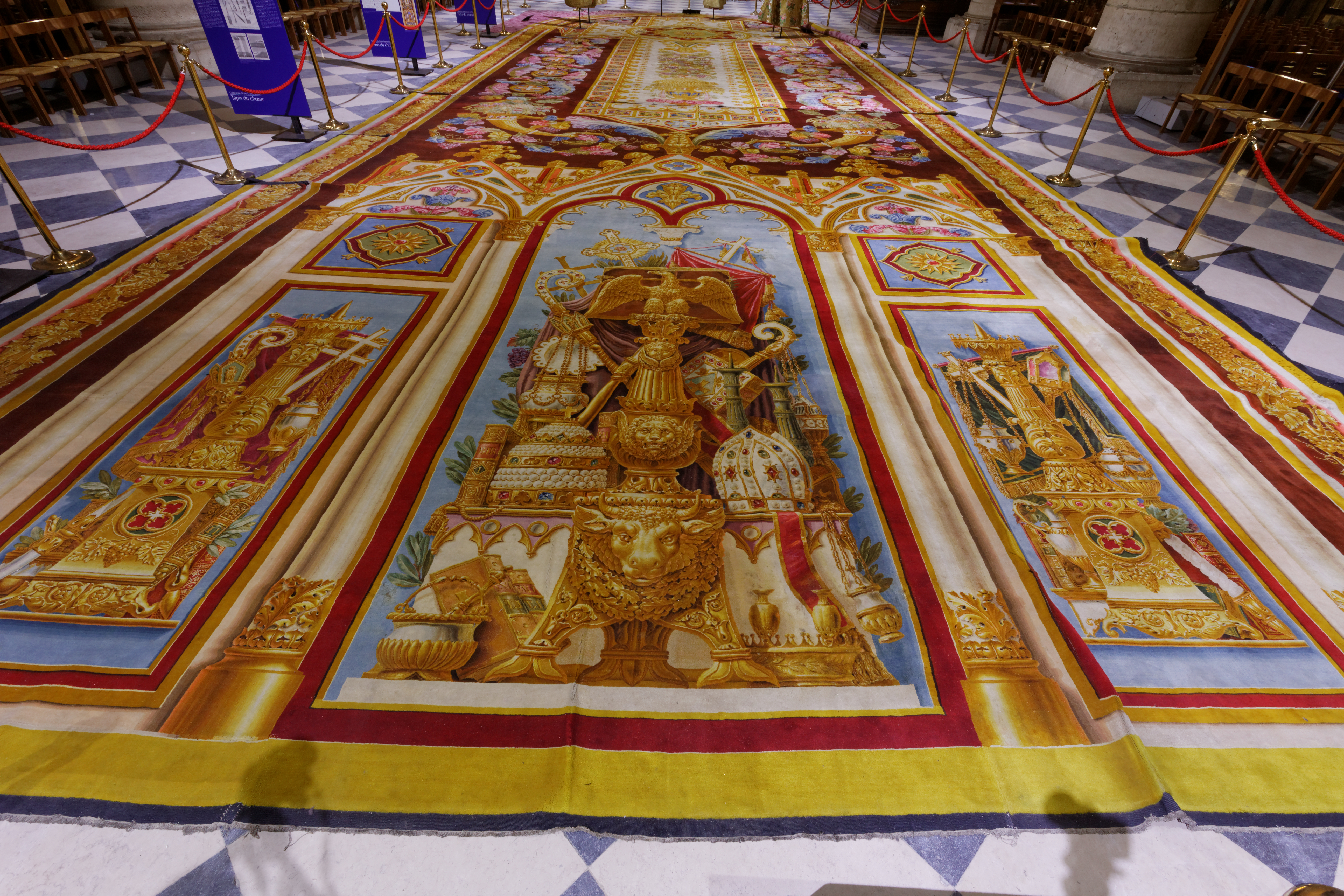
La parte inferiore del tappeto.

Il tappeto, nel suo insieme, è lungo 25 metri e largo 7,35, e si compone di due parti distinte: quella inferiore lunga 12,20 metri, quella superiore 12,80, per una superficie totale di oltre 200 metri quadri. Il suo peso è di circa 1,2 tonnellate.
La parte inferiore è caratterizzata dalla presenza di una ricca cornice architettonica in stile neogotico, con una bifora ogivale affiancata da due monofore e, come queste, idealmente sorretta da colonnine. All'interno di essa, sono riprodotti diversi oggetti liturgici (come candelabri, turiboli, lanterne, croci astili), fra i quali spicca il grande leggio centrale; vi sono inoltre le insegne episcopali (mitria e pastorali) e la tiara papale; originariamente, nei campi laterali, vi erano gli stemmi di Carlo X di Francia, rimpiazzati da raggiere in seguito alla rivoluzione di luglio (1830).
La parte inferiore presenta una grande croce latina il cui braccio inferiore è ornato da elementi che si rifanno al culto eucaristico: alla base vi è una coppa colma di spighe di grano, dalla quale prende inizio un fitto tralcio di vite con grappoli d'uva. All'incrocio dei bracci, si trova un grande rosone circolare, già contenente lo stemma della monarchia francese, sostituito da un'ampia raggiera. Intorno alla croce, corre una ricca decorazione di tralci di vite che incorniciano delle croci inscritte entro circonferenze, con alla base due cornucopie piene di frutti.

## Galleria d'immagini

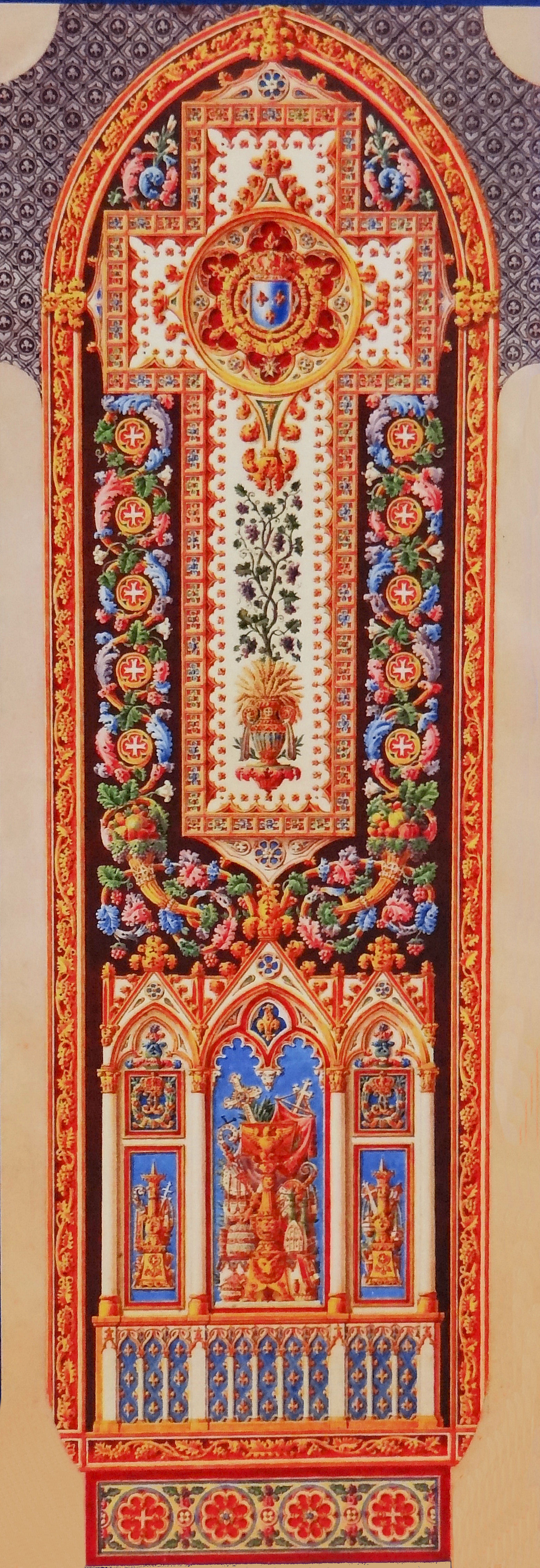
Il progetto originario
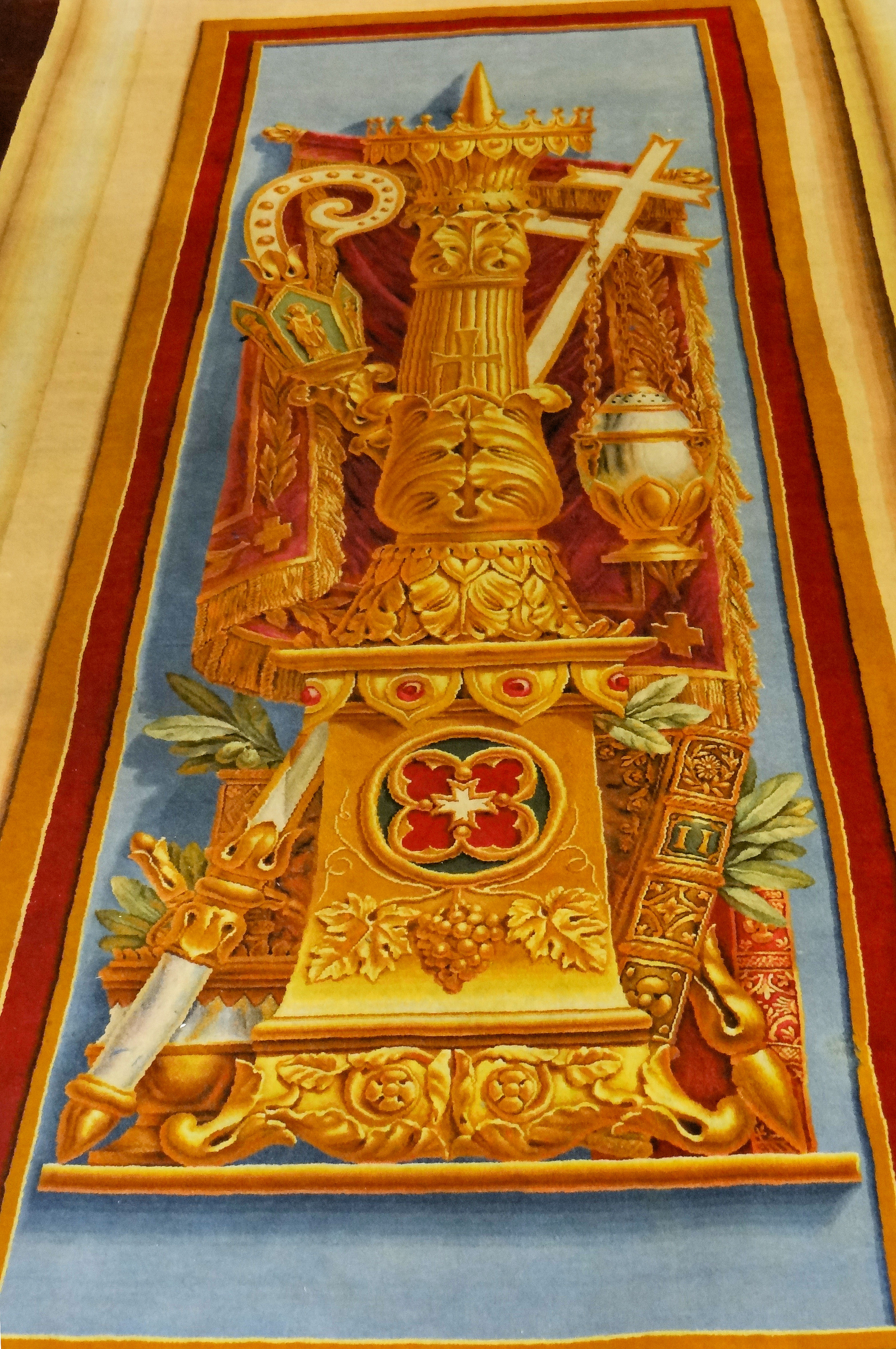
Le suppellettili liturgiche (campo laterale)
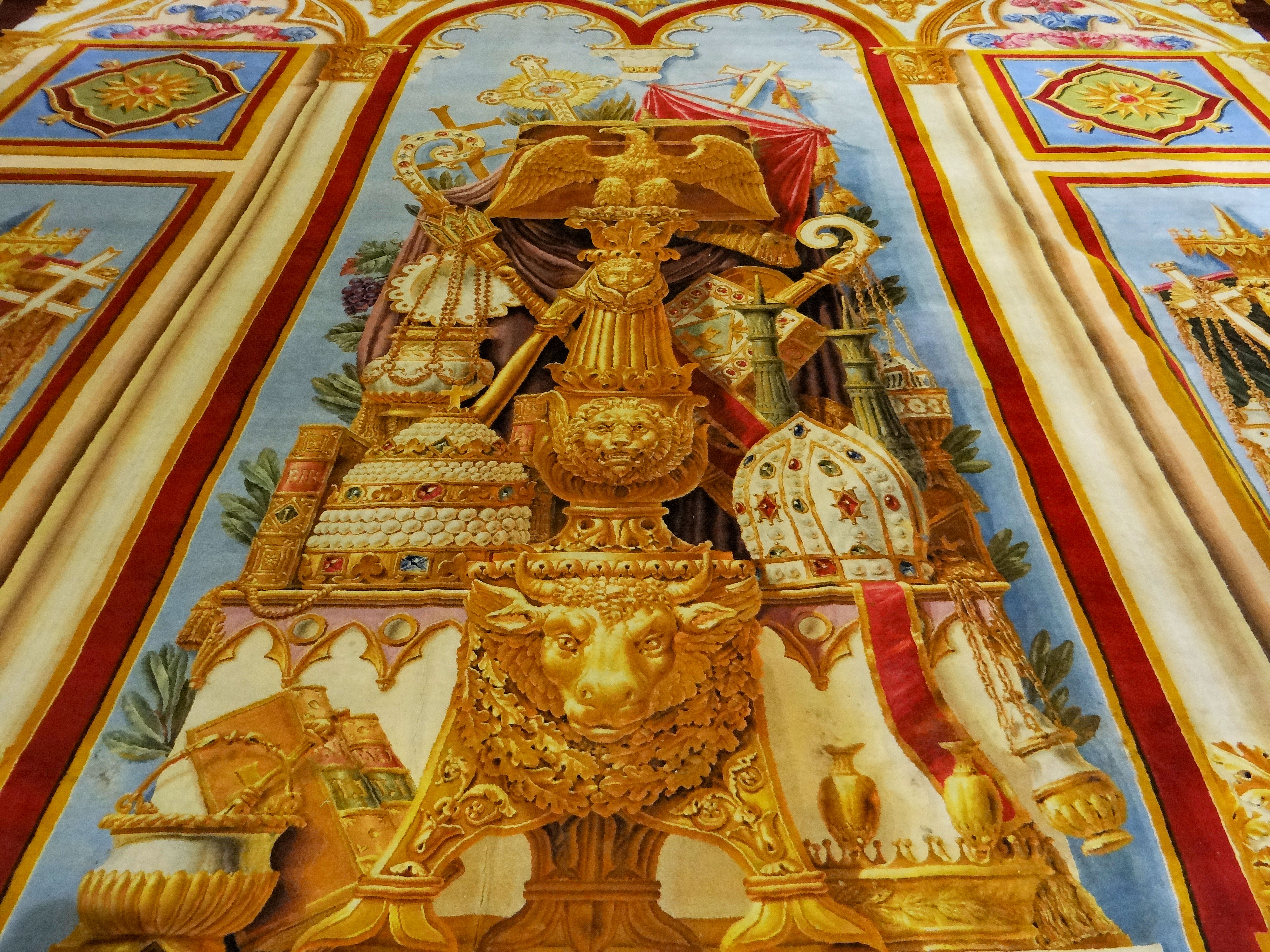
Le suppellettili liturgiche (campo centrale)
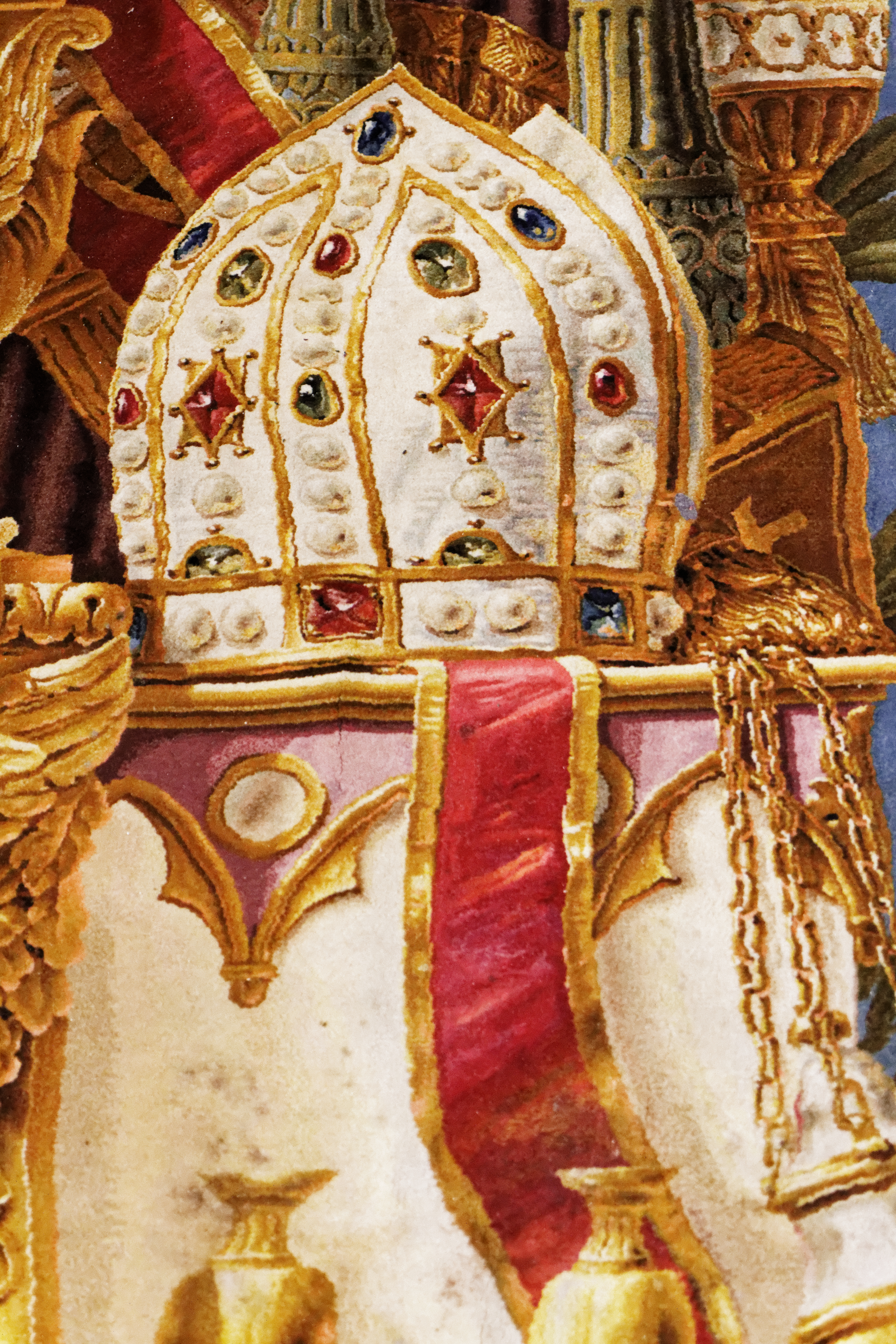
La mitria
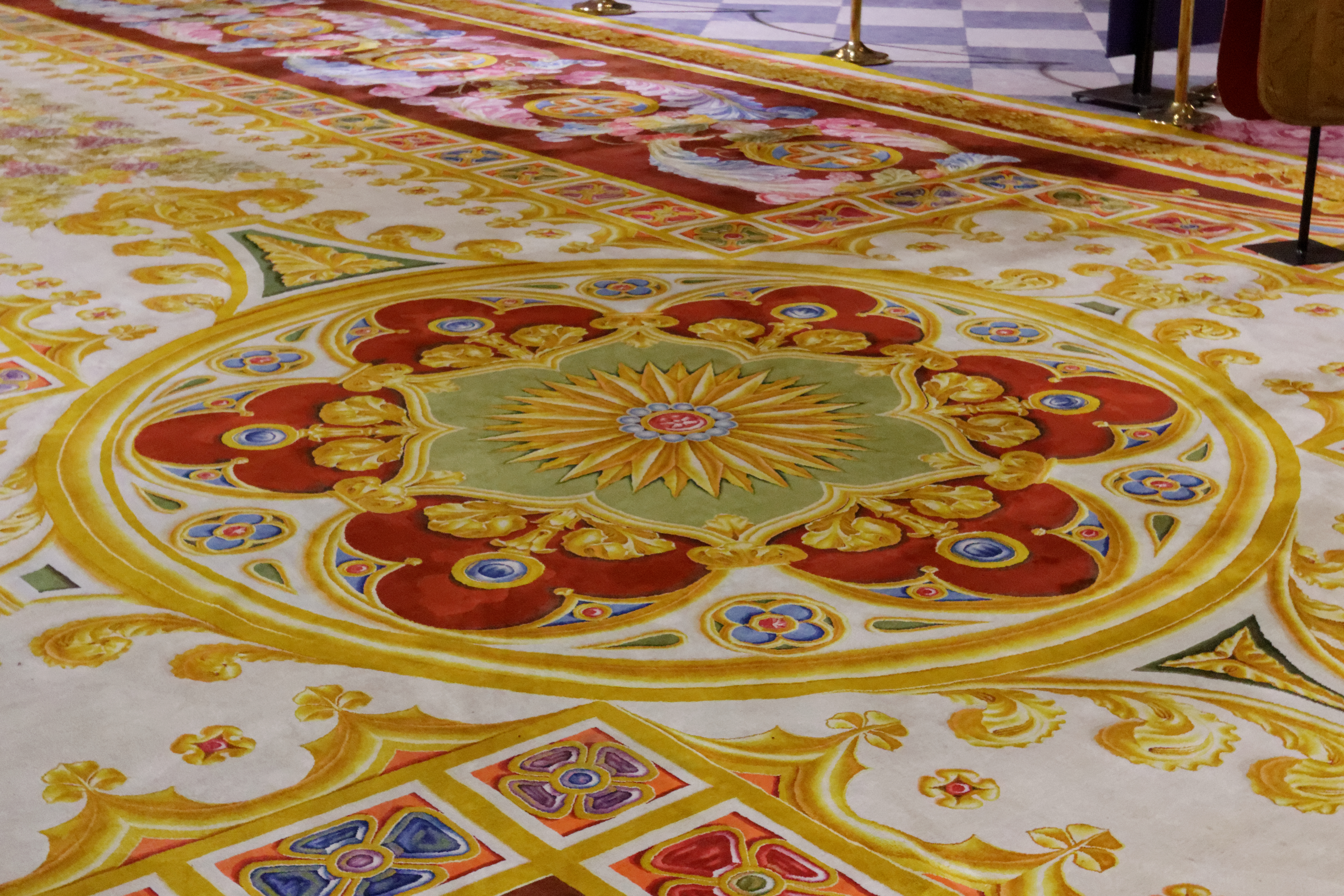
Particolare della grande croce
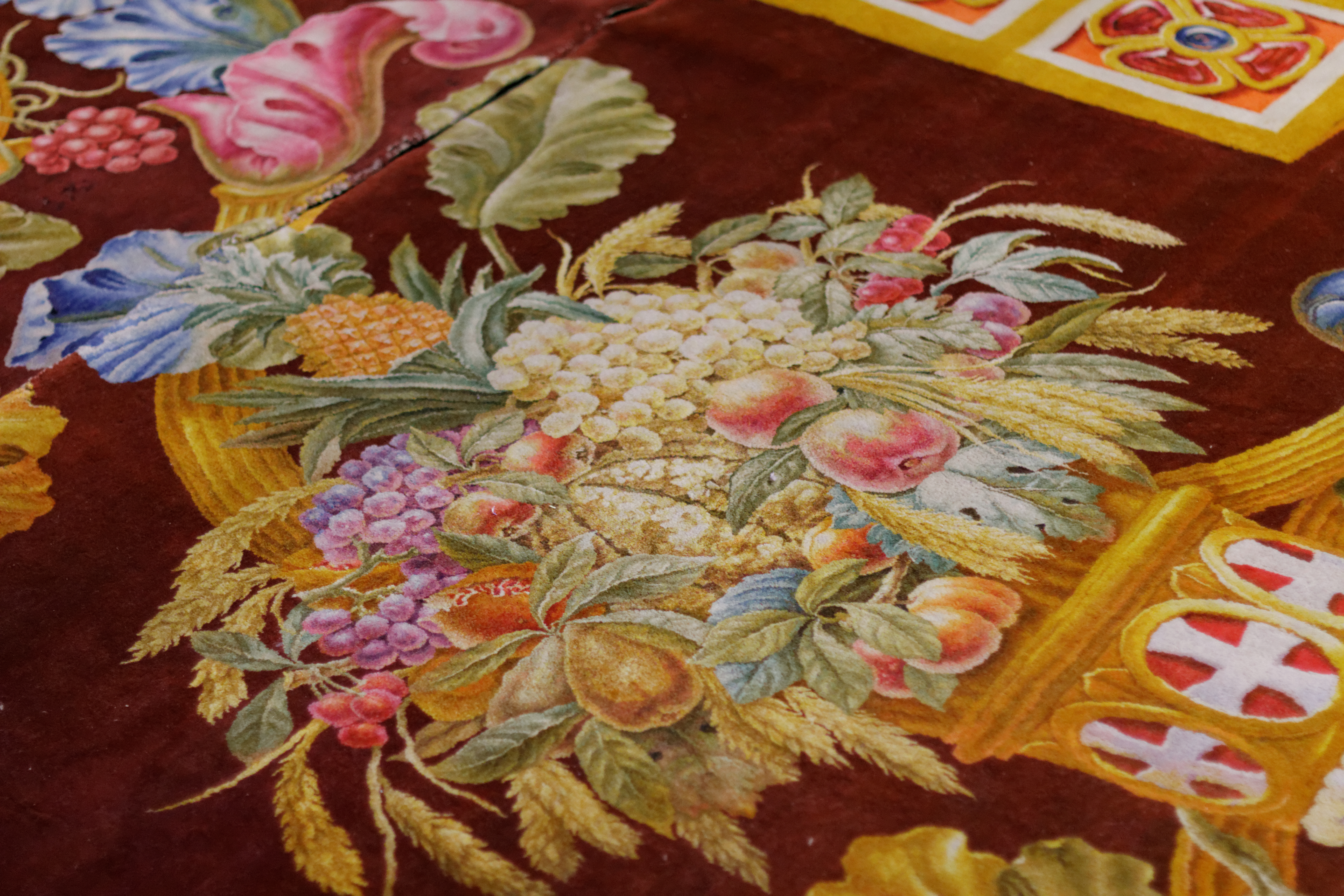
La cornucopia di destra
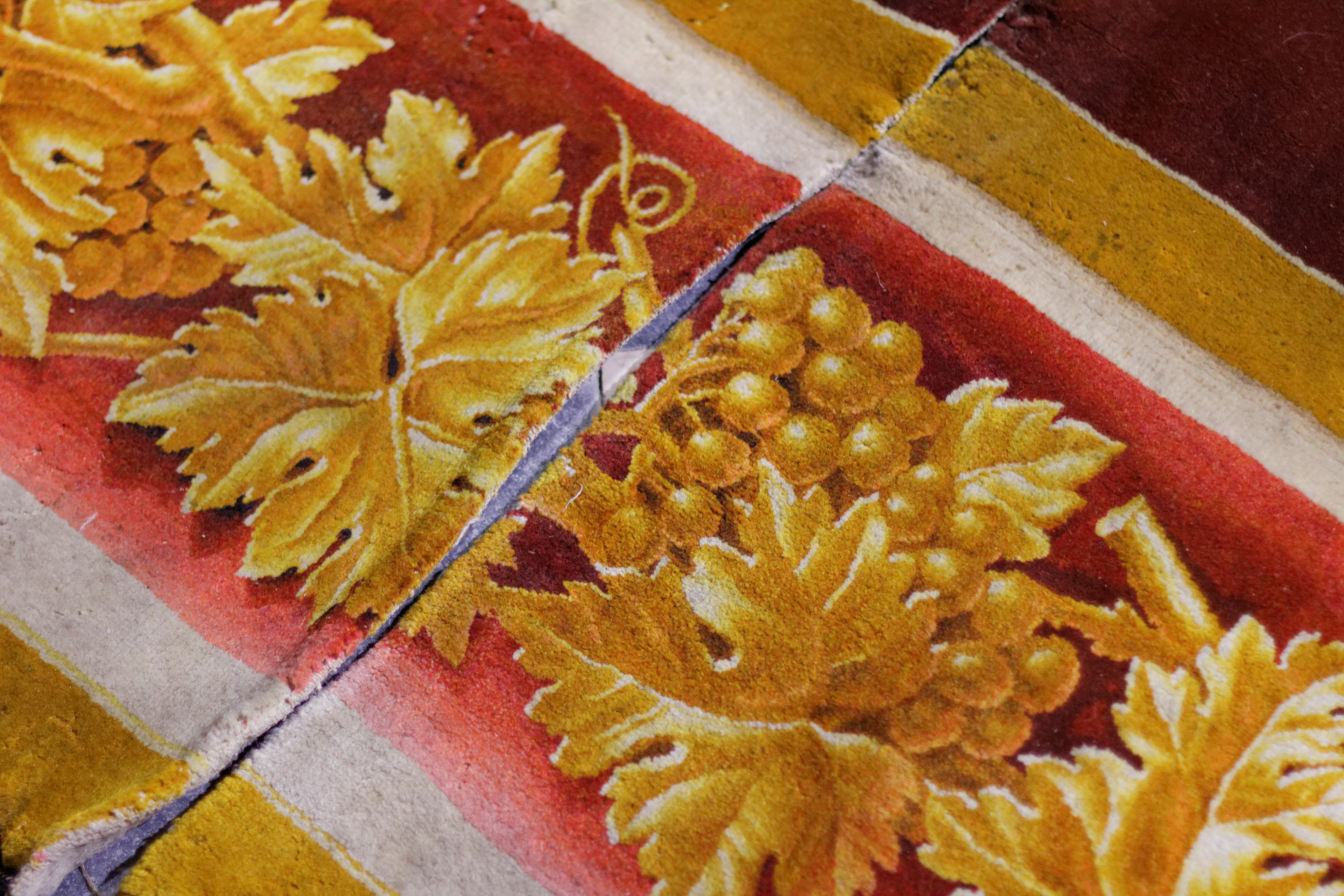
Il punto di unione fra le due parti